# Matidia flagellifera
Matidia flagellifera là một loài nhện trong họ Clubionidae.
Loài này thuộc chi Matidia. Matidia flagellifera được Eugène Simon miêu tả năm 1897.